# Volcà escut

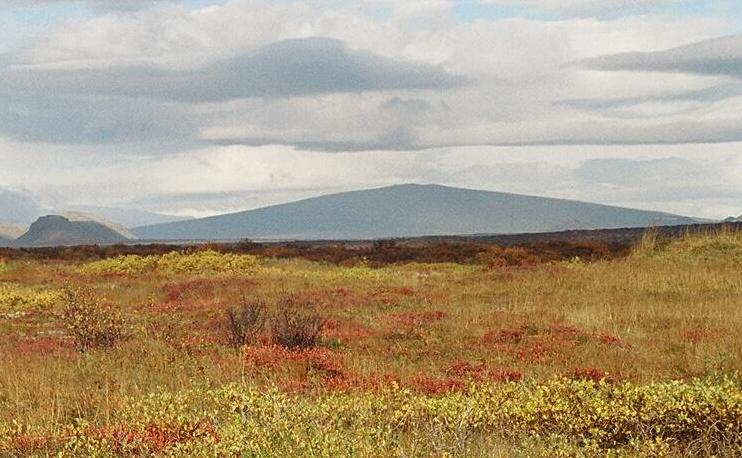
Skjaldbreiður, epònim de volcà escut

Un volcà escut o volcà en escut és un tipus de volcà construït gairebé íntegrament per fluxos de lava fluida. Se'ls anomena així per la seva gran mida i baix perfil. Quan el volcà entra en erupció, la lava, extremadament fluida, viatja més enllà del que ho fa en volcans més explosius. Això resulta en l'acumulació constant de capes amples de lava, construint la forma distintiva dels volcans en escut.

## Geologia

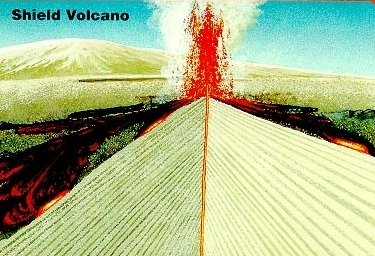
Diagrama d'un volcà en escut, que mostra l'acumulació gradual de lava en moltes capes

Els volcans escut estan constituïts gairebé completament per lava basaltica molt fluida. Aquest fet els diferencia dels altres dos principals tipus de volcans, els estratovolcans, que els impulsa l'acumulació de laves més viscoses, i els cons d'escòria, que es construeixen per la consolidació de la tefra expulsada per erupcions explosives. Els tipus d'erupcions que es produeixen en els volcans escut han estat nomenades erupcions hawaianes perquè hi predominen en la cadena de volcans situats a la línia de Hawaii. Les erupcions hawaianes es caracteritzen per erupcions efusives de lava fluida. La naturalesa d'aquestes laves els permet viatjar una distància més llarga que els fluxos d'altres tipus de volcans, i això resulta en una gran i dispersa capa de lava de només 1 metre de gruix. L'addició gradual de centenars d'aquests fluxos de lava construeix lentament un volcà escut de formes baixes, amples i de pendent suau.
És molt comú que l'activitat d'un volcà escut sigui continuada i, amb el temps, que construeixi cons d'esquitxades al voltant dels centres eruptius, com per exemple el con Puʻu ʻŌʻō, producte de l'activitat continuada del volcà Kilauea.
Una característica distintiva del vulcanisme en escut són els tubs de lava, coves volcàniques allargades que es formen per l'enduriment de la superposició de lava. Aquestes estructures ajuden a la propagació de lava, i llurs parets aïllen els fluxos existents. Són un element eruptiu important; per exemple, s'estima que el 58% del Kilauea està cobert per tubs de lava.
Les interaccions entre l'aigua i la lava dels volcans escut pot fer que algunes erupcions siguin freàtiques, que són un tipus d'erupció explosiva dràsticament diferents de les normals en l'activitat dels volcans escut. Aquestes erupcions prevalen especialment en els volcans submarins de les illes de Hawaii, on també són comunes les zones de rift.
En algunes erupcions de volcans escut, la lava basàltica vessa d'una llarga fissura en lloc d'una obertura central, i envolta la terra amb una banda llarga de material volcànic en forma d'un gran altiplà. Aquests tipus d'altiplans es troben a Islàndia, Washington, Oregon i Idaho; el més prominent se'n troba entre el riu Snake i el riu Columbia, amb una mida per sobre de 2 quilòmetres de gruix. Moltes erupcions comencen amb una "cortina de foc": una llarga cadena eruptiva al llarg d'una fissura de ventilació del volcà. Amb el temps, aquestes erupcions s'apaguen i l'erupció es focalitza al voltant d'uns pocs punts de la fissura, on l'activitat s'hi concentra.